# Madrasa of al-Ashraf Barsbay
Madrasa of al-Ashraf Barsbay (arabiska: مدرسة الأشرف برسباي, franska: Madrasaẗ al-Ašraf Barsbāy, engelska: Madrasah al-Ashraf Barsbāy, Madrasa and sabil of al-Ashraf Barsbay, franska: Mosquée du sultan el-Achraf Barsbâï, Madrasa Barsbay, Mosquée d'el-Achraf, Gama el-Achrafieh, engelska: Mosque Complex of Sultan Ashraf Barsbay) är ett monument i Egypten.   Det ligger i guvernementet Kairo, i den norra delen av landet, i huvudstaden Kairo. Madrasa of al-Ashraf Barsbay ligger 31 meter över havet.
Terrängen runt Madrasa of al-Ashraf Barsbay är platt. Runt Madrasa of al-Ashraf Barsbay är det tätbefolkat, med 383 invånare per kvadratkilometer. Närmaste större samhälle är Kairo, 2,0 km nordväst om Madrasa of al-Ashraf Barsbay. Trakten runt Madrasa of al-Ashraf Barsbay är ofruktbar med lite eller ingen växtlighet.